# Atalante (1930)
Atalante (Q162) – francuski okręt podwodny z okresu międzywojennego i II wojny światowej, jedna z pięciu jednostek typu Argonaute. Okręt został zwodowany 5 sierpnia 1930 roku w stoczni Schneidera w Chalon-sur-Saône, a w skład Marine nationale wszedł 18 września 1934 roku. Jednostka pełniła służbę na Morzu Śródziemnym, a od zawarcia zawieszenia broni między Francją a Niemcami znajdowała się pod kontrolą rządu Vichy. Po lądowaniu Aliantów w Afryce Północnej „Atalante” wszedł w skład marynarki Wolnych Francuzów. W 1944 roku okręt odstawiono do rezerwy, a w marcu 1946 roku został sprzedany na złom.

## Projekt i budowa
„Atalante” zamówiony został w ramach programu rozbudowy floty francuskiej z 1927 roku. Okręt, zaprojektowany przez Eugène’a Schneidera i Maxime’a Laubeufa, należał do ulepszonej w stosunku do 600-tonowych typów Sirène, Ariane i Circé serii jednostek o wyporności 630 ton. Usunięto większość wad poprzedników: okręty charakteryzowały się wysoką manewrowością i krótkim czasem zanurzenia; poprawiono też warunki bytowe załóg.
„Atalante” zbudowany został w stoczni Schneidera w Chalon-sur-Saône . Stępkę okrętu położono 17 sierpnia 1928 roku , a zwodowany został 5 sierpnia 1930 roku.

## Dane taktyczno-techniczne
„Atalante” był średniej wielkości okrętem podwodnym o konstrukcji dwukadłubowej. Długość między pionami wynosiła 63,4 metra, szerokość 6,4 metra i zanurzenie 4,24 metra . Wyporność normalna w położeniu nawodnym wynosiła 630 ton, a w zanurzeniu 798 ton. Okręt napędzany był na powierzchni przez dwa dwusuwowe silniki wysokoprężne Schneider-Carels o łącznej mocy 1300 KM. Napęd podwodny zapewniały dwa silniki elektryczne o łącznej mocy 1000 KM. Dwuśrubowy układ napędowy pozwalał osiągnąć prędkość 14 węzłów na powierzchni i 9 węzłów w zanurzeniu. Zasięg wynosił 2300 Mm przy prędkości 13,5 węzła w położeniu nawodnym (lub 4000 Mm przy prędkości 10 węzłów) oraz 82 Mm przy prędkości 5 węzłów w zanurzeniu . Zbiorniki paliwa mieściły 65 ton oleju napędowego. Dopuszczalna głębokość zanurzenia wynosiła 80 metrów .
Okręt wyposażony był w osiem wyrzutni torped: trzy stałe kalibru 550 mm na dziobie, jedną zewnętrzną kalibru 550 mm na rufie, podwójny zewnętrzny obracalny aparat torpedowy kalibru 550 mm oraz podwójny zewnętrzny obracalny aparat torpedowy kalibru 400 mm . Łącznie okręt przenosił dziewięć torped, w tym siedem kalibru 550 mm i dwie kalibru 400 mm . Uzbrojenie artyleryjskie stanowiło umieszczone przed kioskiem działo pokładowe kalibru 75 mm M1928 L/35 oraz pojedynczy wielkokalibrowy karabin maszynowy Hotchkiss kalibru 13,2 mm L/76. Jednostka wyposażona też była w hydrofony .
Załoga okrętu składała się z 3 oficerów oraz 38 podoficerów i marynarzy.

## Służba
„Atalante” wszedł do służby w Marine nationale 18 września 1934 roku . Jednostka otrzymała numer burtowy Q162 . W momencie wybuchu II wojny światowej okręt pełnił służbę na Morzu Śródziemnym, wchodząc w skład 17. dywizjonu 6. eskadry 4. Flotylli okrętów podwodnych w Bizercie (wraz z siostrzanymi okrętami „Aréthuse”, „La Vestale” i „La Sultane”) . Dowódcą okrętu był w tym okresie kpt. mar. E.R. Mine . W czerwcu 1940 roku okręt nadal znajdował się w składzie 17. dywizjonu, przechodząc remont w La Ciotat (miał trwać do 7 lipca), a jego dowódcą był kpt. mar. F.Y.C. Conan . 22 czerwca, w dniu zawarcia zawieszenia broni między Francją a Niemcami, okręt znajdował się w remoncie w Tulonie . W listopadzie 1940 roku „Atalante” znajdował się pod kontrolą rządu Vichy w składzie 5. grupy okrętów podwodnych w Tulonie (wraz z „Galatée”, „Sirène”, „Naïade”, „Perle” i „Diamant”), gdzie został rozbrojony .
14 stycznia 1941 roku „Atalante” wypłynął z Tulonu i 17 stycznia osiągnął Oran, skąd nazajutrz udał się do Casablanki, docierając do portu przeznaczenia 20 stycznia .
Po lądowaniu Aliantów w Afryce Północnej, w grudniu 1942 roku „Atalante” wszedł w skład marynarki Wolnych Francuzów . W 1943 roku okręt poddano modernizacji, w wyniku której zamiast wkm kal. 13,2 mm zamontowano pojedyncze działko przeciwlotnicze Oerlikon kal. 20 mm L/70 . W 1944 roku okręt odstawiono do rezerwy . 23 marca 1946 roku jednostka została sprzedana na złom  .